# Campionati europei di 470 2002
I Campionati europei di 470 2002 si sono svolti a Tallinn, in Estonia, dal 25 luglio al 3 agosto 2002.

## Podi
| Evento        | Oro                                             | Argento                                            | Bronzo                                         |
| 470 Open      | Francia Nicolas Charbonnier Stéphane Christidis | Grecia Andreas Kosmatopoulos Konstantinos Trigonis | Regno Unito Nick Rogers Jonathan Glanfield     |
| 470 Femminile | Grecia Sofia Bekatorou Emilia Tsoulfa           | Russia Vladelina Ilienko Diana Krutskikh           | Paesi Bassi Lisa Westerhof Margriet Matthijsse |

## Medagliere
| Posiz. | Nazione     | Oro | Argento | Bronzo | Totale |
| ------ | ----------- | --- | ------- | ------ | ------ |
| 1      | Grecia      | 1   | 1       | 0      | 2      |
| 2      | Francia     | 1   | 0       | 0      | 1      |
| 3      | Russia      | 0   | 1       | 0      | 1      |
| 4      | Regno Unito | 0   | 0       | 1      | 1      |
| 4      | Paesi Bassi | 0   | 0       | 1      | 1      |
| Totale | Totale      | 2   | 2       | 2      | 6      |